# Sharovipteryx
Sharovipteryx ("Sharovovo krilo", do 1981. poznat kao Podopteryx, "nožno krilo"), bio je rod ranih gmazova koji su mogi jedriti u zraku, a sadrži samo jednu vrstu, Sharovipteryx mirabilis. Poznat je iz jednog skeleta i jedina je jedreća životinja koja je imala membrane oko zdjelice, a ne grudnog pojasa. Taj gmaz sličan gušteru pronađen je 1965. u formaciji Madygen, Dzailauchou, na jugoistočnom rubu doline Fergana u Kirgistanu (tadašnjem SSSR-u), koja je nastala u razdoblju srednjeg i kasnog trijasa (prije oko 225 milijuna godina). Prisutni su ostaci flore koja potiče iz gornjeg trijasa. Tamo je također pronađen neobični gmaz, Longisquama.
S. mirabilis je poznat iz jednog jedinstvenog holotipnog primjerka, kojeg je 1971. godine prvi opisao Aleksandr Grigorevich Sharov. Sharov je nazvao tu vrstu Podopteryx mirabilis, "nožno krilo", zbog membrana na zadnjim udovima. Međutim, taj naziv je već zauzimao jedan rod vretenaca, Podopteryx, pa je Richard Owen 1981. za tu vrstu stvorio novi naziv roda - Sharovipteryx.

## Opis
Jedini pronađeni skelet očuvan je u leđnom pogledu i većinski je potpun, s još uvijek artikuliranim kostima i otiscima dijela integumenta (pokrivača, mekog tkiva). Međutim, nedostaje dio grudnog pojasa, a ostatak je još uvijek But part of the pectoral girdle is missing and part is still encased in stone.
Gans et. al. su 1987. objavili prerađen opis: otkrili su da se letna kožica (patagium) nije širila na prednje udove. Njihovi eksperimenti s modelima pokazali su da je taj gmaz mogao jedriti svojim uropatagiumom i stabilizirati svoje jedrenje mijenjanjem ugla pod kojim su se nalazili prednji udovi, čime je postizao kanard (konfiguraciju prema kojoj je stabilizator na prednjem, a ne zadnjem dijelu trupa); također je mogao savijati rep prema gore ili dolje da bi stvorio otpor.
Dyke et al. su 2006. objavili istraživanje o mogućim načinima jedrenja kod Sharovipteryxa. Autori su otkrili da bi im krilna membrana, razapeta između vrlo dugih zadnjih udova, omogućavala jedrenje kao kod aviona s delta krilom. Ako su i prednji udovi podržavali jednu membranu, mogli su biti vrlo efikasni pri kontroliranju stabilnosti nagiba, slično kao kanard u zrakoplovstvu. Bez prednje membrane, autori tvrde, kontrolirano jedrenje bilo bi jako teško. Zajedno s kanardom na prednjim udovima, stražnja membrana mogla je formirati odličnu površinu za jedrenje. Nažalost, kod jedinog poznatog fosila dio oko prednjih udova bio je uništen, zbog čega nije moguće naći tragove bilo kakve membrane.

## Klasifikacija
Općenito je prihvaćeno da je Sharovipteryx pripadao grupi ranih srodnika arhosaura, poznatih kao protosauri (ili prolacertiformi). Jedan istraživač, David Peters, preedložio je da su protosauri poput Sharovipteryxa bili u bliskom srodstvu sa - ili možda čak i preci - pterosaurima, iako drugi Znanstvenici još uvijek ne podržavaju takvu klasifikaciju. Za razliku od pterosaura, glavna letna membrana Sharovipteryxa bila je razapeta između nogu, a ne prednjih udova.
Ako je Sharovipteryx bio srodnik pterosaura, kao što je Peters predložio, onda je moguće da se njegova membrana širila i na prednje udove, ili je imao odvojenu membranu povezanu samo s prednjim udovima. Peters je tvrdio da je pronašao sekundarnu membranu između bedara i tijela te životinje tako što je pretraživao fotografije jedinog poznatog primjerka, a također je naveo da je pronašao i prste, za koje su Znanstvenici, koji su pregledali taj primjerak, rekli da se nisu očuvali. Prema Petersu, prsti pokazuju sličnost onima kod rodova Cosesaurus i Longisquama i, u manjoj mjeri, onima kod pterosaura. Međutim, istaknuti naučnik koji se bavi proučavanjem pterosaura, Chris Bennett, nazvao je Petersovu metodu "fantazijom" i osudio ju je. Paleozoolog Darren Naish objasnio je zašto paleontolozi vjeruju da su Petersove tvrdnje nepouzdane: Peters je pretežno umjetnik, a ne naučnik; radio je s fotografijama, a ne samim fosilima; ono što on naziva dijelovima tijela mogli bi biti proizvodi raspadanja, slučajne varijacije u sedimentima ili pikselacija uvećanih slika; neke osobine mogle bi biti proizvod sklonosti uma stvaranju obrazaca; neka njegova otkrića značila bi da bi potomci te životinje bili nemoguće maleni; svoju radikalno drugačiju taksonomiju stvorio je dodajući osobine koje je samo on mogao vidjeti i izmjeriti; te taksonomije razlikuju se od standardnih, koje imaju snažnu osnovu na morfološkim dokazima; te, na kraju, Peters vjeruje da je on u svim slučajevima u pravu i obija prihvatiti da "još uvijek nemamo dovoljno dokaza" kao alternativu.